# III (Cross)
III, Changing poison into medicine is het derde studioalbum van de Zweedse muziekgroep Cross. Eigenlijk is hier geen sprake meer van een band, het is meer een soloalbum van Hansi Cross, de leider van de band. Per track werden leden van de band Cross ingeschakeld, maar ook andere musici waar Cross in het verleden mee gespeeld heeft. Het album is opgenomen in zijn Progress studio gedurende 1992 en 1993. Na het verschijnen van dit album ging Cross voor het eerst op een kleine tournee.
In een dankwoord komt een hele rij musici voorbij waarvan Pjotr Iljitsj Tsjaikovski en Frank Zappa de uitersten zijn. III is de afsluiting van de Uncovered heart trilogie.

## Musici
- Tai – zang
- Hansi Cross – zang en alle muziekinstrumenten

behalve
- Benny Hadders, Pär Liljefors, TomTom – slagwerk
- Christian André – orgel, toetsinstrumenten
- Kent Kroon – gitaar
- Johan Nordenfelt – basgitaar
- Pär Villsé – zang

## Muziek
Alles door Hansi Cross, behalve waar aangegeven

| Nr. | Titel                                                   | Duur  |
| --- | ------------------------------------------------------- | ----- |
| 1.  | Courage (Hansi Cross, Villjé)                           | 13:49 |
| 2.  | While there is time                                     | 4:17  |
| 3.  | Changing                                                | 1:29  |
| 4.  | Diamond tears (Hansi Cross, Nordenfelt, Oman, Hadders,) | 5:32  |
| 5.  | Lady strange (Hansi Cross, Villjé)                      | 7:57  |
| 6.  | Serena                                                  | 4:18  |
| 7.  | Dream reality (Hansi Cross, Villjé)                     | 8:37  |
| 8.  | In vino veritas (Hansi Cross, Tai)                      | 5:16  |
| 9.  | Armoury show                                            | 5:19  |
| 10. | Visions                                                 | 6:44  |
| 11. | Poison into medicine                                    | 9:26  |
| 12. | Silence (gewoon stilte)                                 | 0:20  |
| 13. | Purple Haze (Jimi Hendrix)                              | 2:15  |